# Imperivm: Civitas III
Imperivm: Civitas III (distribuito in Nord America con il titolo Grand Ages: Rome precedentemente noto come Imperium Romanum 2) è il sequel del videogioco Imperivm: Civitas II. È stato sviluppato, come per il titolo precedente, dalla Haemimont Games e distribuito in Italia e in Spagna dalla FX Interactive il 27 novembre 2008. La natura del gioco è fondamentalmente la stessa del numero precedente, in quanto è ambientato nell'Antica Roma e segue uno stile strategico-gestionale, ma con nuove caratteristiche e una migliore grafica.

## Modalità di gioco
L'Apprendistato si presenta in due versioni: in quello normale vengono affrontate le nozioni base per l'inizio del gioco, come i sistemi di controllo e la costruzione di edifici; nell'Esercizio Militare, si apprende invece la gestione e l'utilizzo delle truppe militari.
Nella campagna sono presenti vari obiettivi da completare mediante la creazione del proprio villaggio, cominciando dal Fundus (il "cuore del villaggio"). La prima missione è quella offerta dallo zio del giocatore, in esilio in Africa, desideroso che il nipote diventi un uomo di spicco della società dopo gli anni duri della dittatura di Silla. Piano piano, alle missioni dello zio si affiancheranno altre missioni di altri personaggi, via via più importanti. Infatti, a differenza degli altri Imperium Civitas, in questo 3º capitolo il giocatore avrà la possibilità di fare carriera, arrivando ad ottenere appoggio e denaro non solo dai propri parenti, bensì anche dalle proprie amicizie, che potranno vantare uomini di spicco come Pompeo Magno, Giulio Cesare, Marco Licinio Crasso e Cicerone. Questa modalità, a differenza dei titoli precedenti, è ambientata in un preciso arco di tempo, ovvero tra il 79 a.C., anno della fine della dittatura di Silla, e il 31 a.C., al termine della guerra civile tra Ottaviano Augusto e Marco Antonio.
Prima di iniziare una campagna di gioco saremo invitati a scegliere una delle 5 importanti famiglie romane che il gioco ci metterà a disposizione. Ogni famiglia, e quindi ogni suo componente, avrà degli obiettivi, delle potenzialità e delle ambizioni differenti, a seconda della classe e soprattutto alle sue preferenze, se appoggia le cause della plebe urbana, o del senato aristocratico, oppure dell'esercito o ancora della classe mercantile. Oltre agli avatar maschili, si potrà anche impersonare le matrone romane delle singole fazioni. Le famiglie presenti nel gioco sono:
- Gli Emili, esperti nell'esercito
- I Valeri, esperti nel commercio
- I Luci, esperti nella produzione
- I Flavi, esperti nella cultura
- I Giuli, esperti nel favore popolare

Nella modalità Città di Roma si dovrà sviluppare la propria città cominciando da zero e senza aiuti.
Durante la partita, si dovranno produrre risorse e ottenere denari come in vari gestionali precedenti, compreso Civitas II. Civitas III introduce però nuove caratteristiche. Una di esse è lo status, indica lo stato in cui la città è sottoposta. Esistono vari tipi di status, ognuno dei quali indica una precisa condizione di ritrovo sociale e può portare un bonus o un malus, persino la fine della missione in corso. È stata inoltre introdotta l'accademia, che serve a ricercare potenziamenti, divisi in tre tipi: Architettura (che consente di costruire edifici avanzati), Tecnologia (che migliora Miniere, Allevamenti, Piantagioni e Segherie) e Militare (abilita la costruzione di nuove infrastrutture o il reclutamento nuove unità militari, aumentando il potenziale degli eserciti).
Esistono tre tipi di necessità, ossia Alimentari, Ludiche e Spirituali, ognuna soddisfabile con un apposito edificio. I Plebei richiedono la soddisfazione della sola necessità alimentare, gli Equiti richiedono anche la soddisfazione della necessità ludica, e i Patrizi, che abitano nelle Ville, richiedono la soddisfazione spirituale assieme alle altre due.
Il sistema "Rotae" è la peculiarità di tutta la serie Imperium Civitas, e consente di accedere a tutte le possibili costruzioni disponibili, divise in Strutture Base, Risorse e Artigianato, Cibo, Commercio, Edifici Pubblici, Strutture Militari, Monumenti e Templi, Decorazione, in modo rapido e semplice attraverso l'utilizzo del mouse.
Le risorse possono presentarsi in due tipi:
- I Beni si dividono in Materiali da Costruzione, Alimenti e Merci, tra cui i manufatti e gli schiavi
- Le risorse zonali, ossia Acqua, Armi, Assi di legno, Cavalli e Cuoio, non sono misurabili in unità, e si limitano a fornire costantemente tutte le zone nella propria area d'influenza.

## Accoglienza
| Testata                                | Giudizio |
| -------------------------------------- | -------- |
| Metacritic (media al 31 dicembre 2020) | 72/100   |
| GameSpot                               | 5.5/10   |
| GameZone                               | 6.7/10   |
| IGN                                    | 6.8/10   |
| PC Format                              | 69%      |
| PC Gamer (UK)                          | 68%      |
| PC Zone                                | 68%      |

Imperivm: Civitas III ha ricevuto un'accoglienza "intermedia" stando alle recensioni aggregate su Metacritic. IGN ha riferito che non vi era molta differenza dai gestionali tradizionali, anche per via del controllo militare limitato. GameSpot ha riferito che il gioco era soltanto un altro gestionale generico dell'antica Roma.